# 銀心
銀心，即銀河系中心（英語：Galactic Center），是銀河系環繞的中心區域，同時也是整個銀河系中最明亮的區域。銀心位於人馬座、蛇夫座與天蠍座三個星座中，距離地球約 8,000 秒差距（24,000 至 28,400 光年）。

## 存在和位置的証明
因為低溫的星際塵埃散佈在視線的方向上，銀心不能利用可見光、紫外線或軟X射線等波段進行研究，能研究銀心的電磁波是γ射線、硬X射線、紅外線、次微米波和無線電波等波段。複雜的無線電波源人馬座 A的位置幾乎就在銀心所在之處，並有一個緻密的無線電波源人馬座 A*，許多天文學家相信那是在銀河系中心的超大質量黑洞。氣體被加速進入黑洞時，可能會在周圍形成環繞的吸積盤，釋放出來的就是無線電波源的能量，而這會比黑洞本身大許多。
2022年5月12日，事件視界望遠鏡計畫首次直接觀測位於銀河系中央的人馬座 A*為一直徑約6000萬公里的超大質量黑洞，較M87的中心黑洞小約兩千倍。

## 預測
2002年，安東尼史塔克和克里斯馬丁製作了銀河中心區域內範圍達400光年的氣體密度圖，顯露出有一個數百萬太陽質量的吸積環，而且密度接近恆星形成的臨界值。他們預測再過二億年，在銀河系的中心將會有大量的恆星形成和經歷超新星爆炸的星驟增現象，恆星形成速率將是現在的數百倍。星驟增也許會因為物質向中心的黑洞掉落，伴隨著形成銀河噴流。他們也認為每5億年這個程序就會進行一次。
銀心在天球赤道座標系統的座標是：赤經 17h45m40.04s，赤緯 -29º 00' 28.1"（J2000 分點）。

## 超大質量黑洞

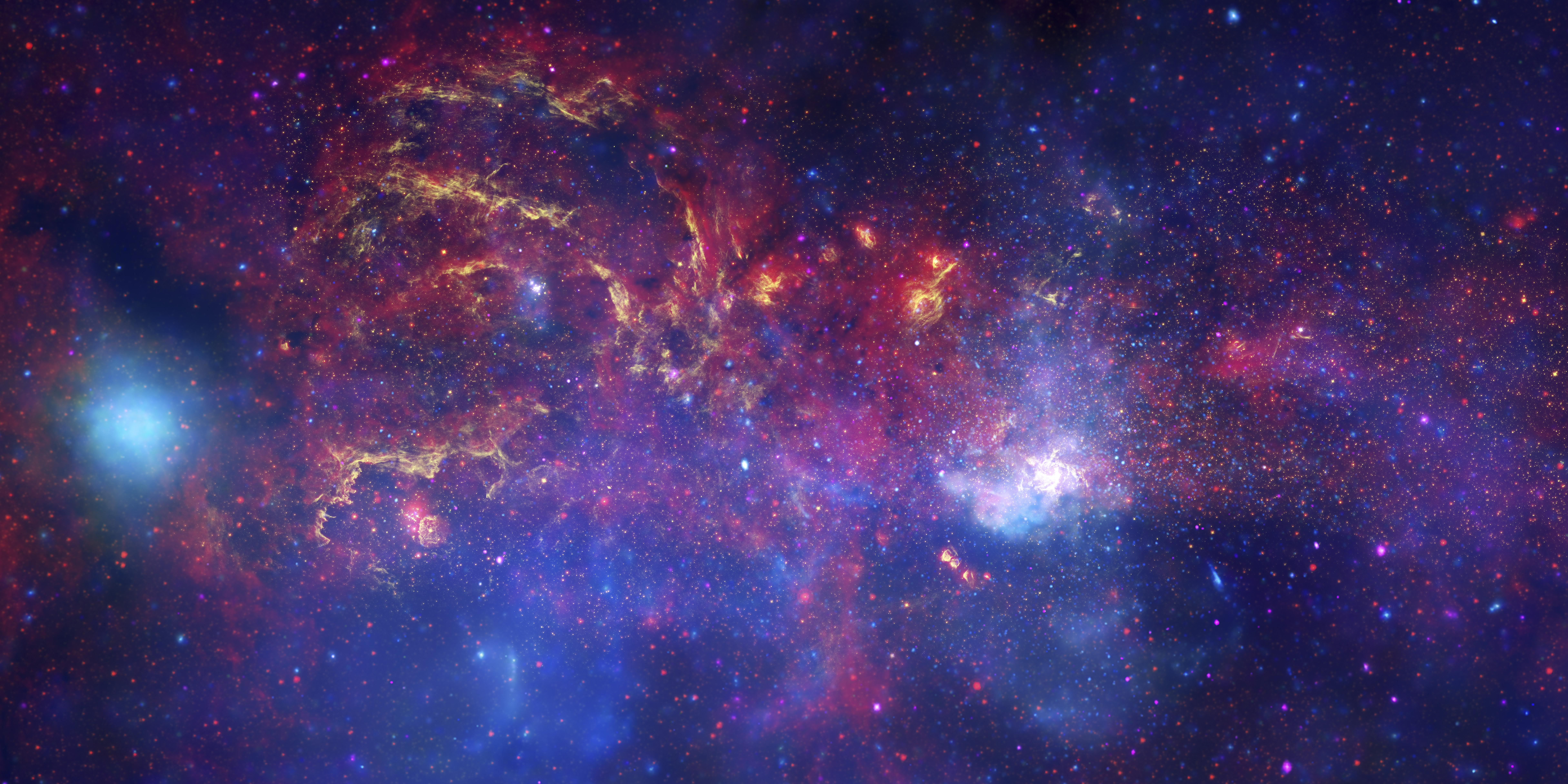
在影像中心右側的明亮白色區域有一個超大質量黑洞。這張合成的影像覆蓋區域大約是0.5度。

複雜的無線電波源人馬座A幾乎位於銀河系中心（大約是赤經18時，赤緯-29度），並包含一個與銀河中心超大質量黑洞位置吻合的強大且緻密的電波源：人馬座A*。吸積進入黑洞的氣體，可能也涉及環繞它周圍的吸積盤，將釋放能量為電波源供給能源，而它們比黑洞本身大許多。

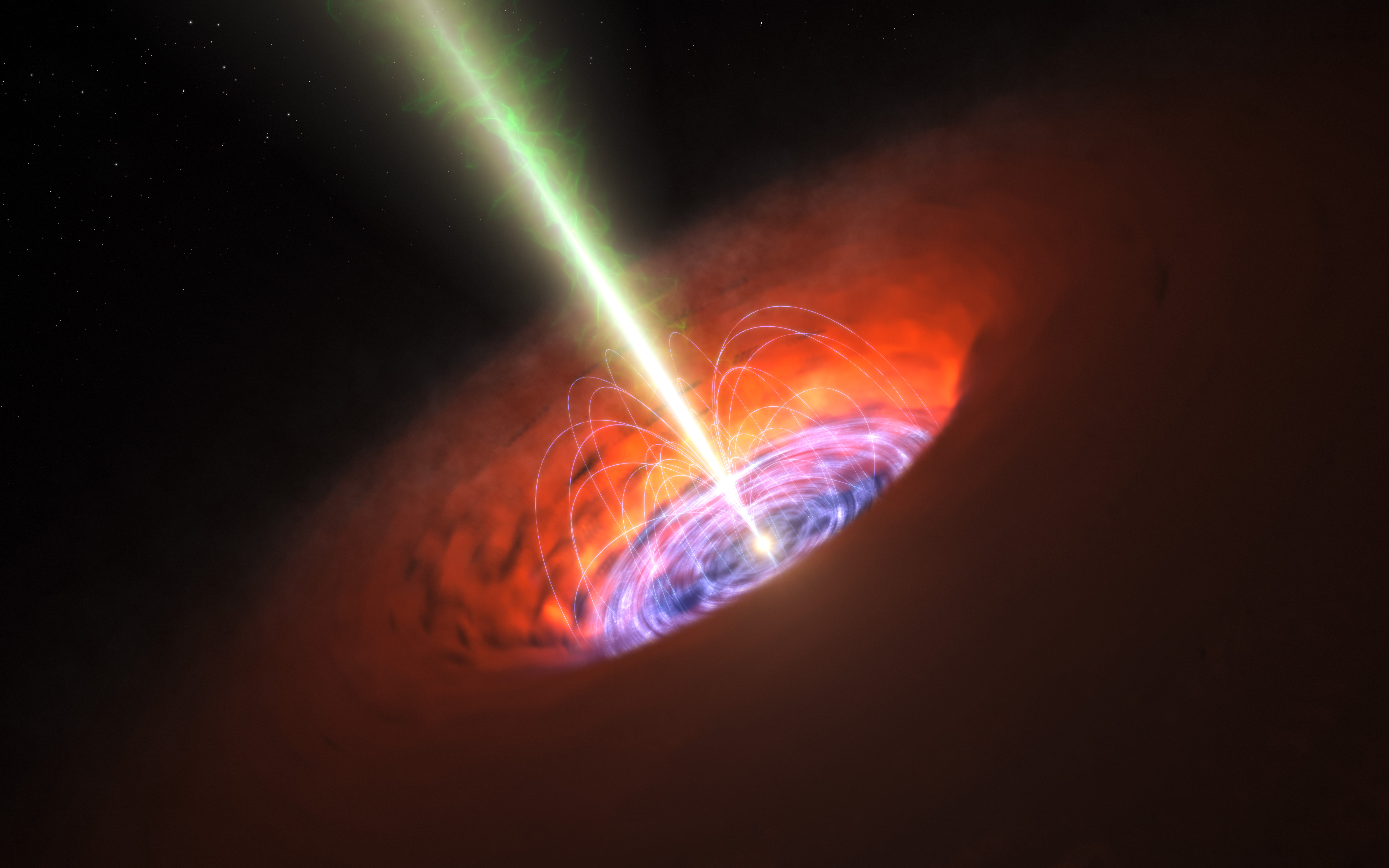
藝術家對星系中心超大質量黑洞的想像圖。

在2008年的一項研究，將夏威夷、亞利桑那和加利福尼亞的電波望遠鏡聯繫起來的干涉儀量測出人馬座A*的直徑約為4,400萬公里（0.3AU）。與太陽系行星圍繞太陽的軌道來比較，地球的軌道半徑約為1.5億公里（1.0AU），而離太陽最近的水星近日點距離約為4,600萬公里（0.3AU）。因此，這個電波源的直徑略小於水星到太陽的距離。
位在德國的馬克斯·普朗克外星物理研究所的科學家，使用智利的望遠鏡證實，存在於銀河中心的超大質量黑洞質量為430萬太陽質量。
2015年1月5日，NASA報告說觀測到人馬座A*的X射線閃焰破紀錄的比平常亮了400倍。天文學家宣稱，這種不尋常的事件可能是由於一顆小行星落入黑洞被扯碎，或者是因氣體流入人馬座A*引發磁力線糾纏造成的。

## 图集

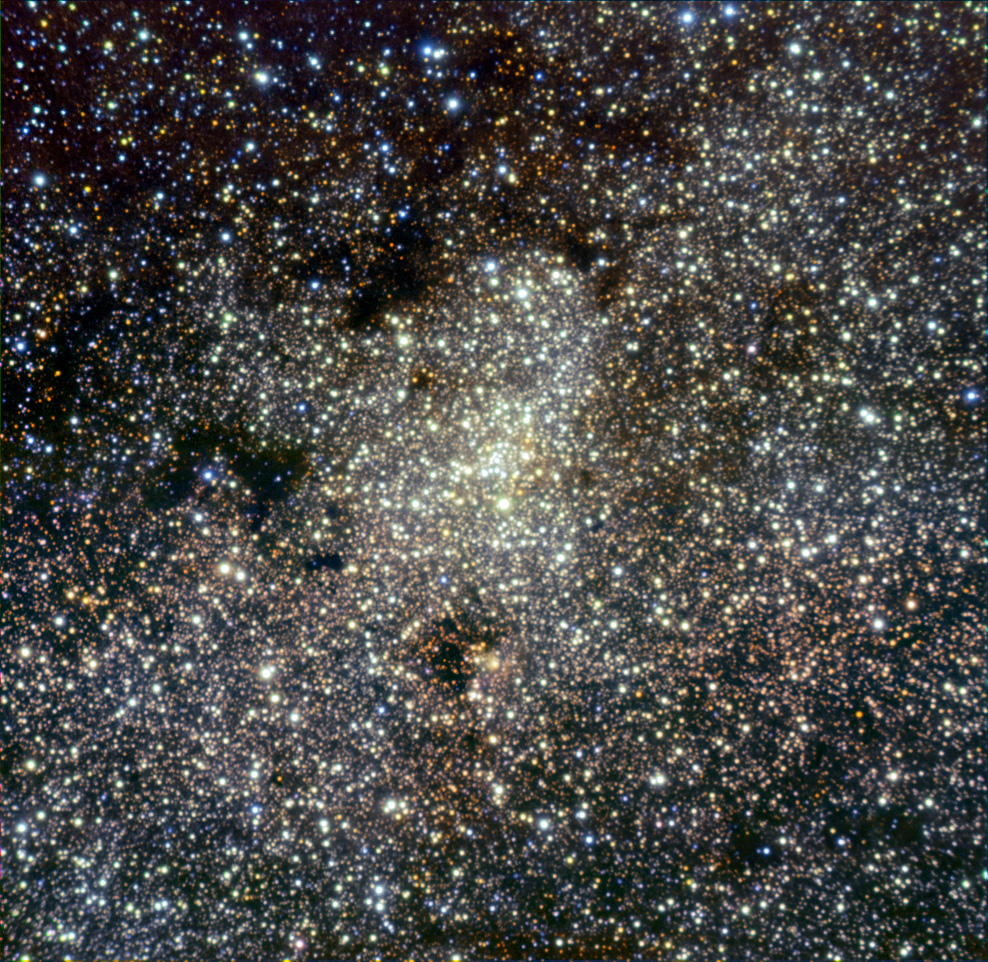
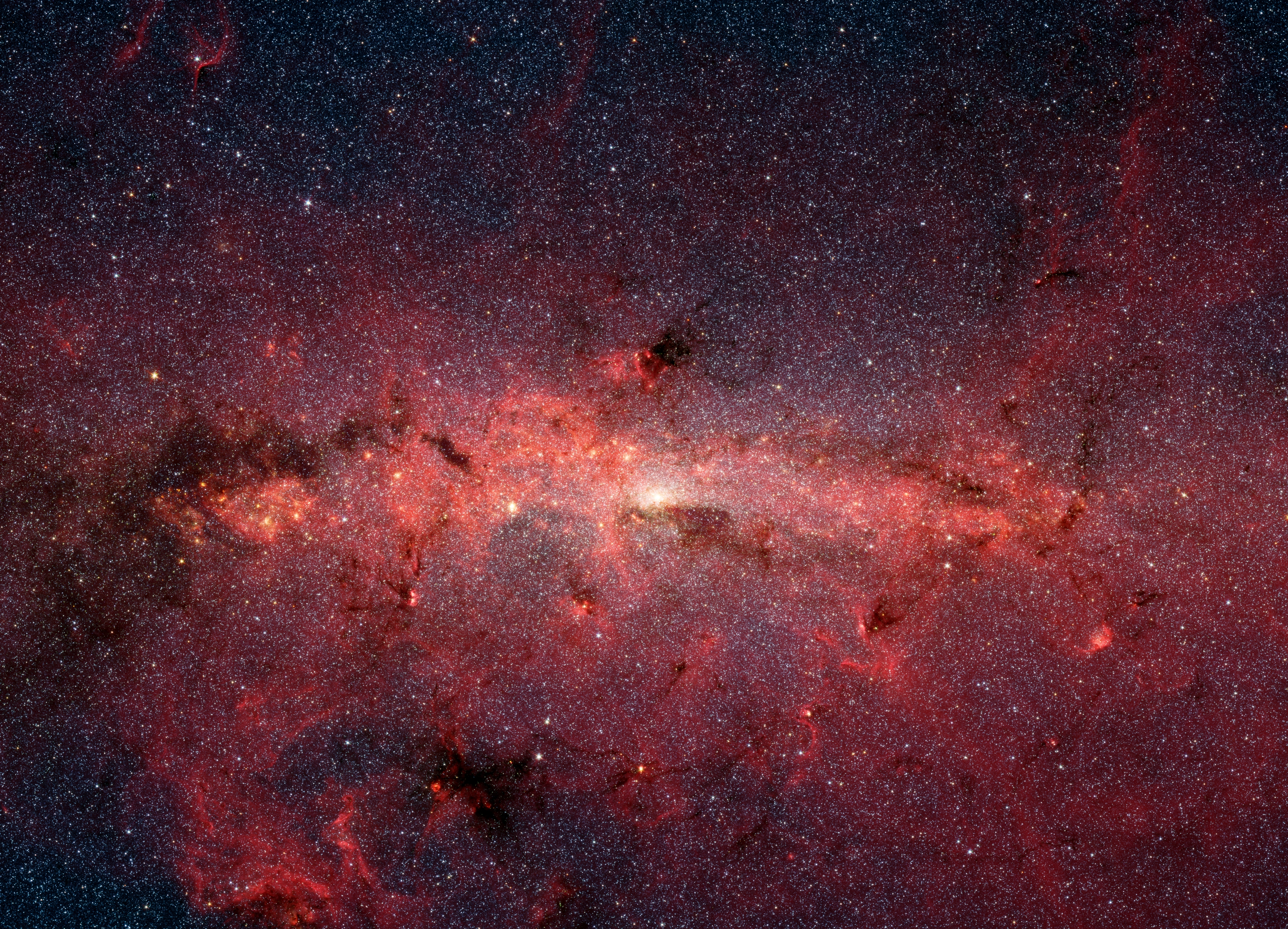
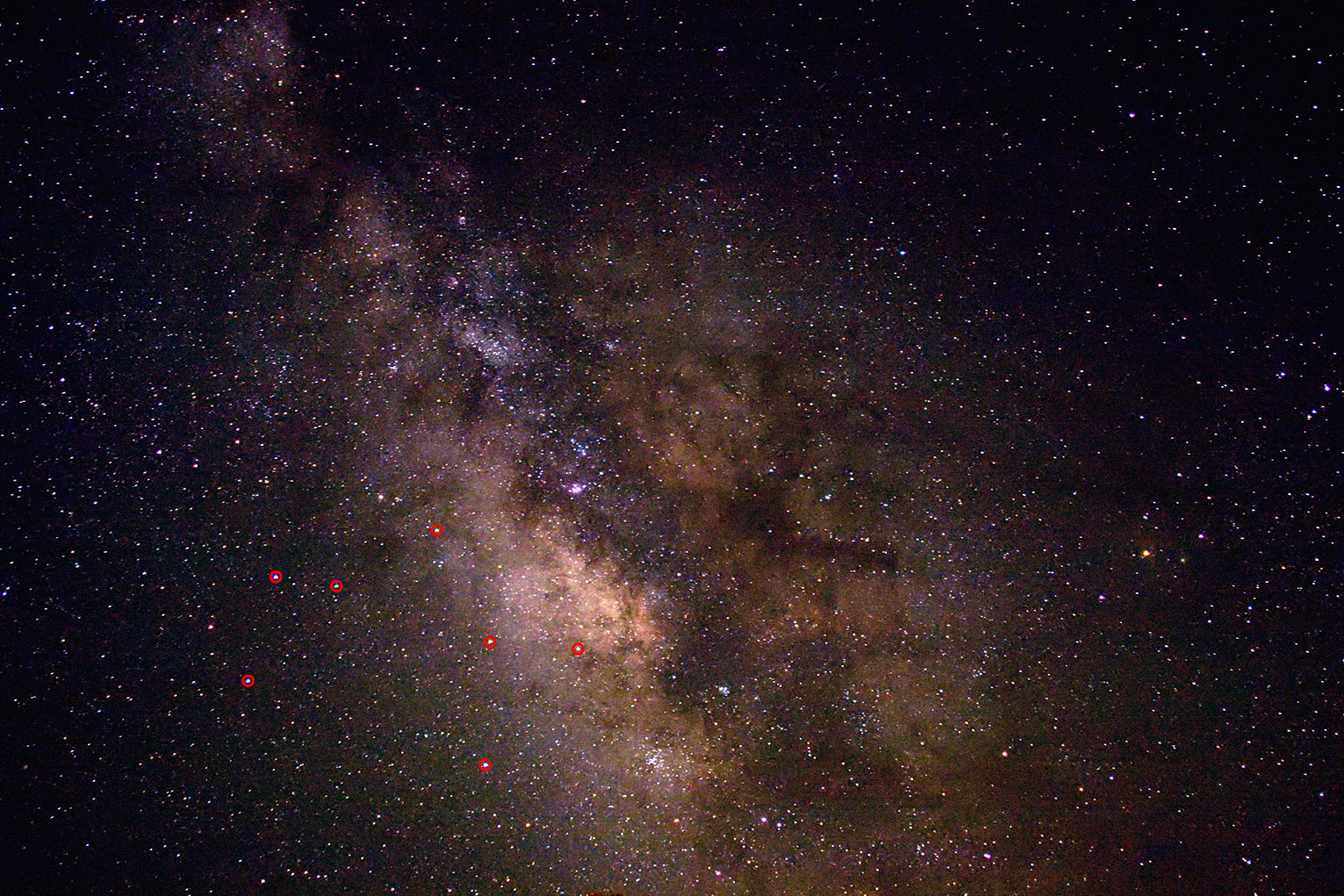
.
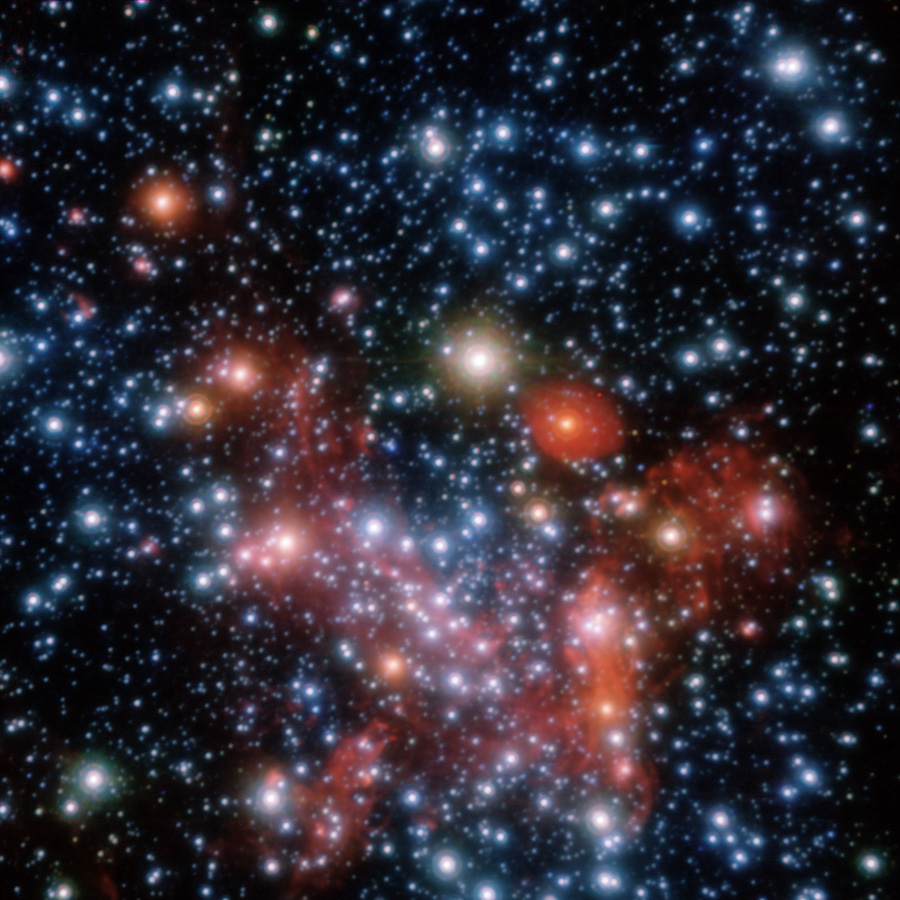
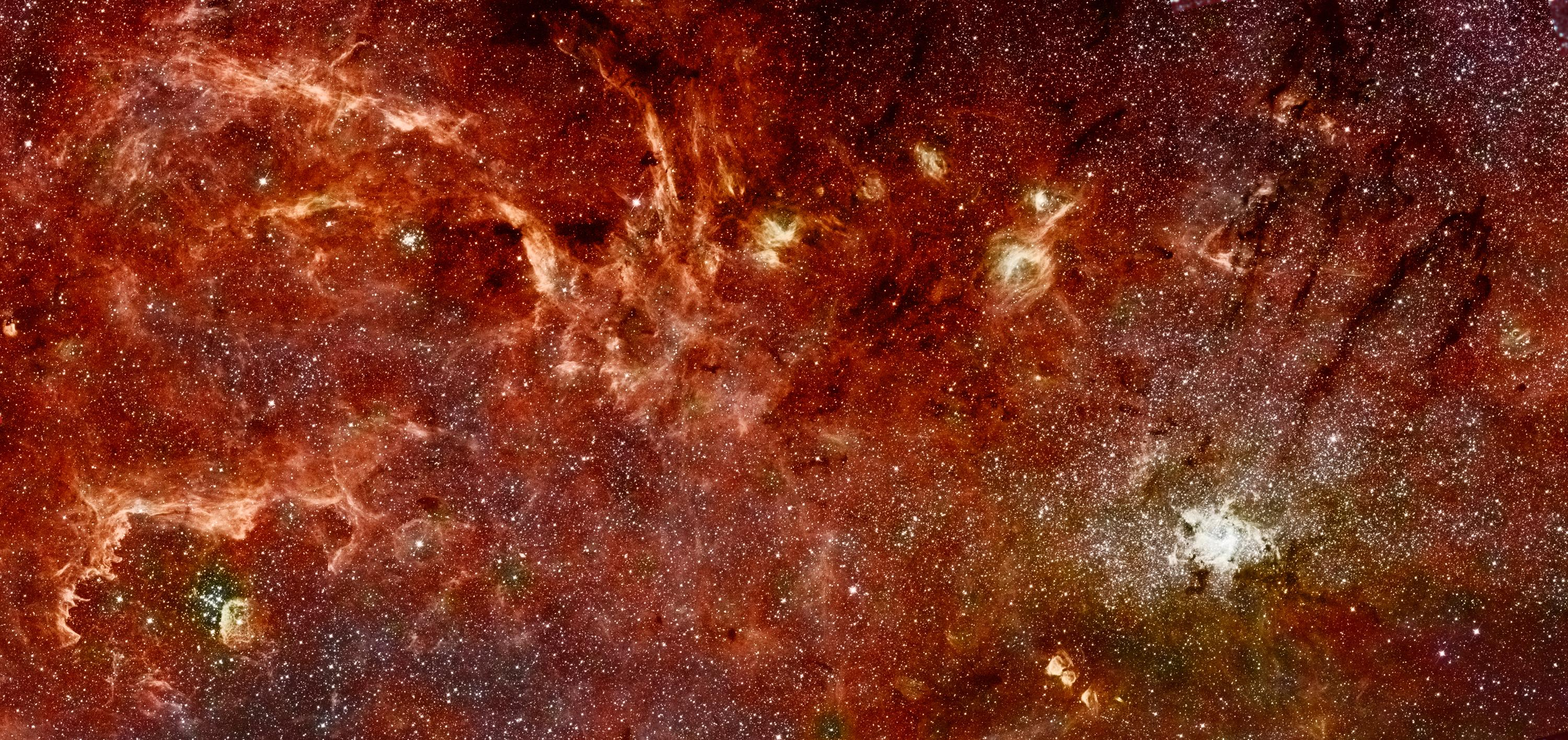
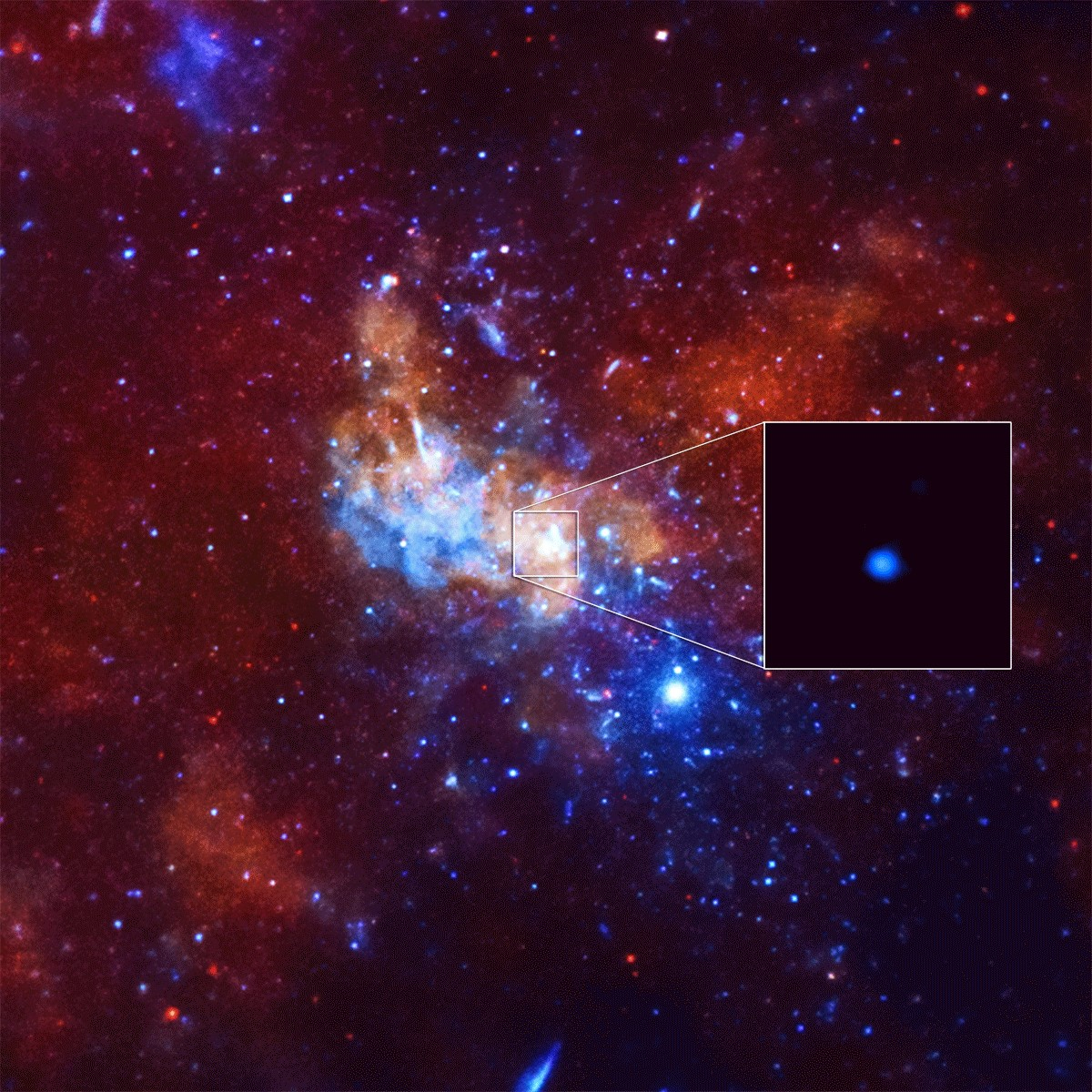
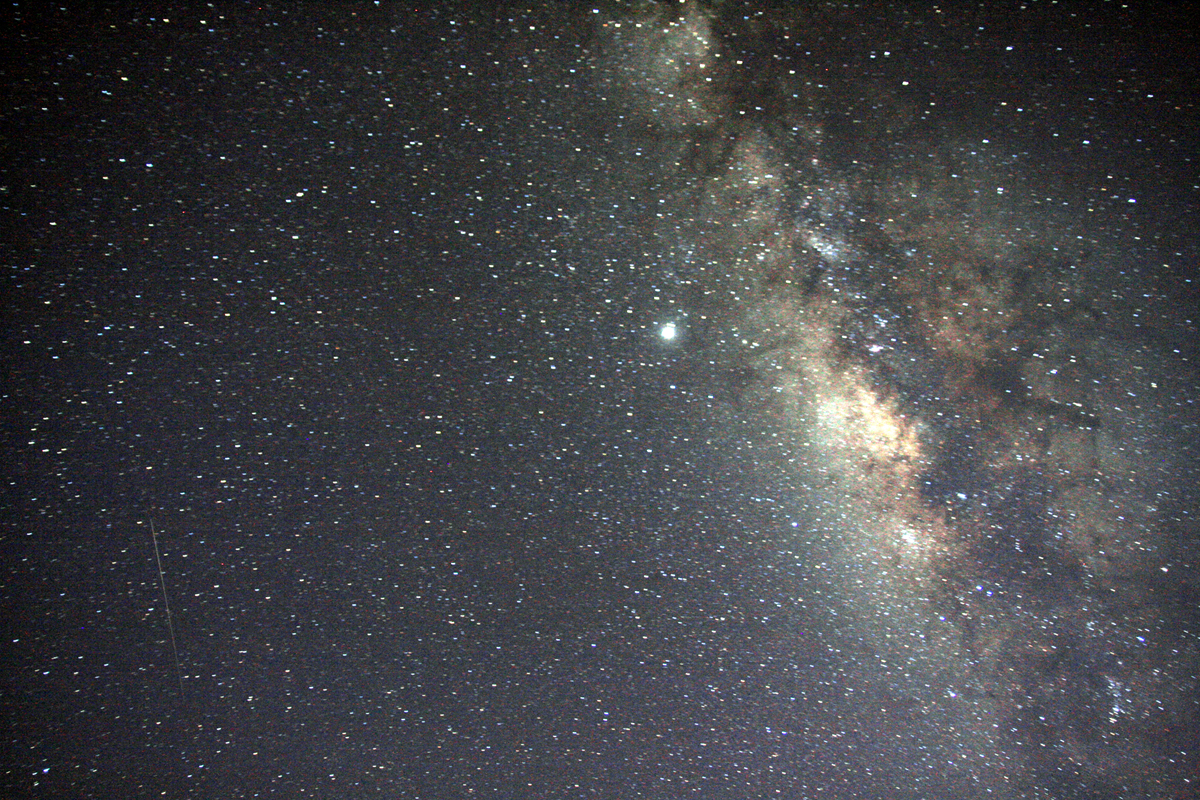
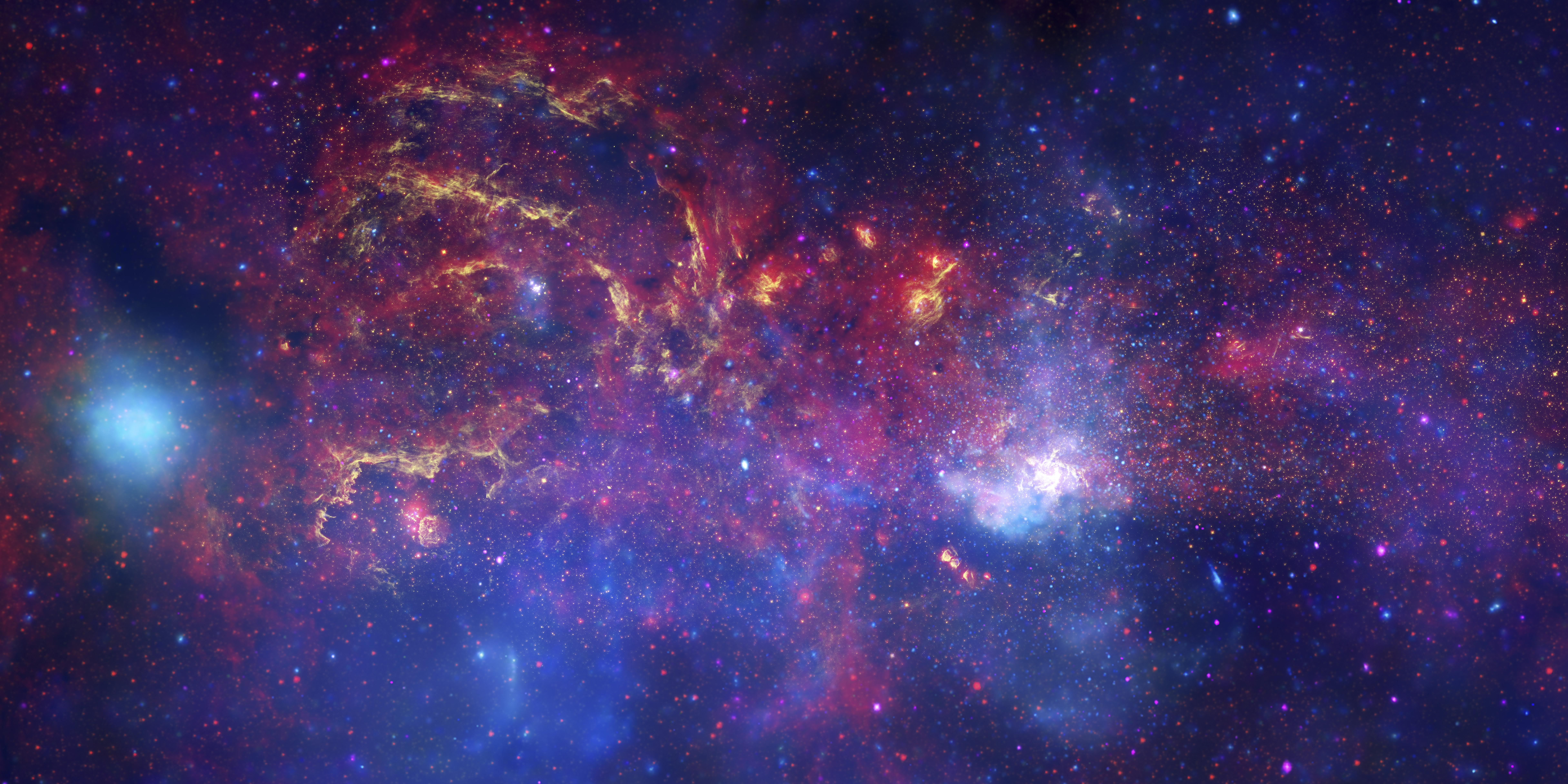
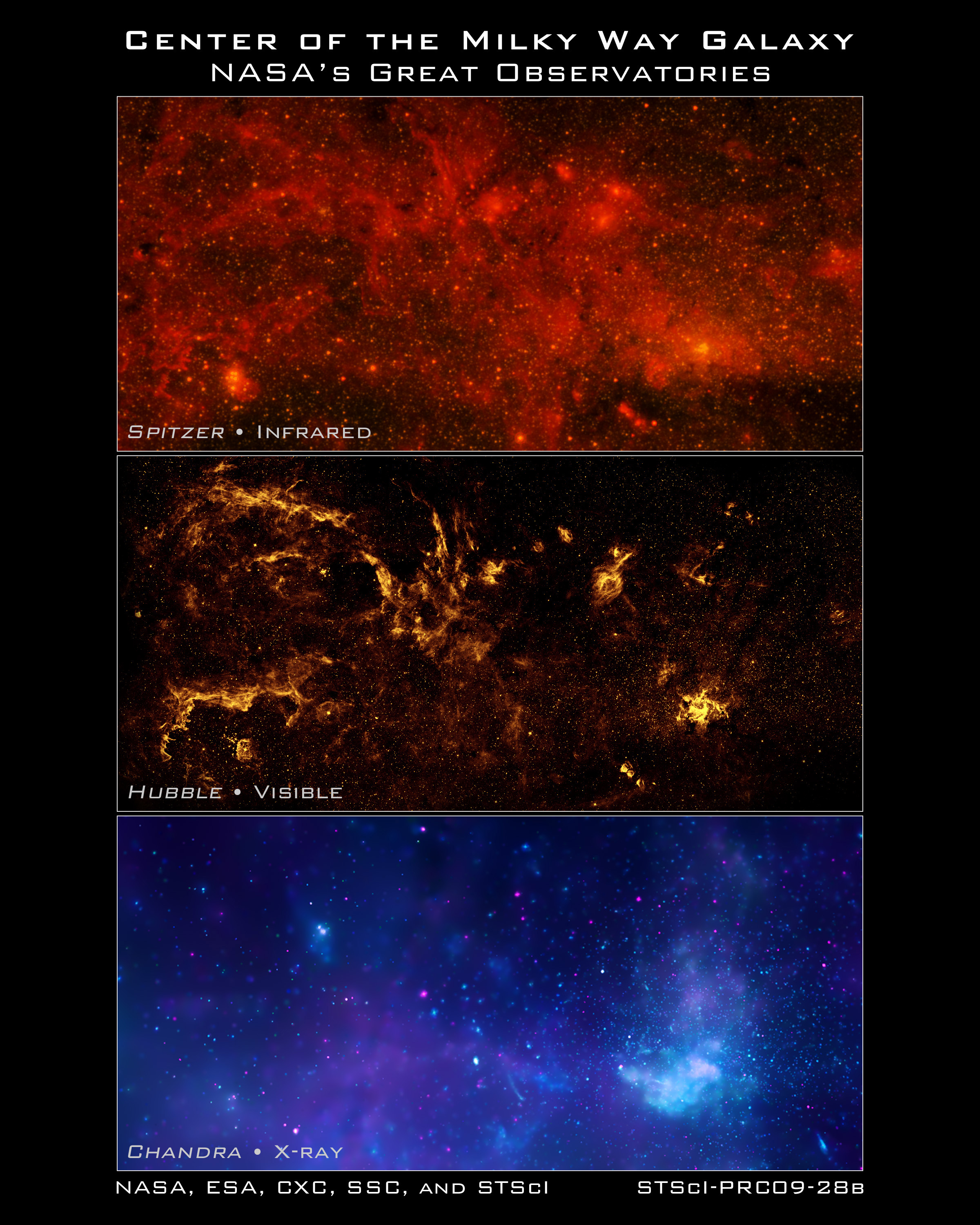

## 外部連結

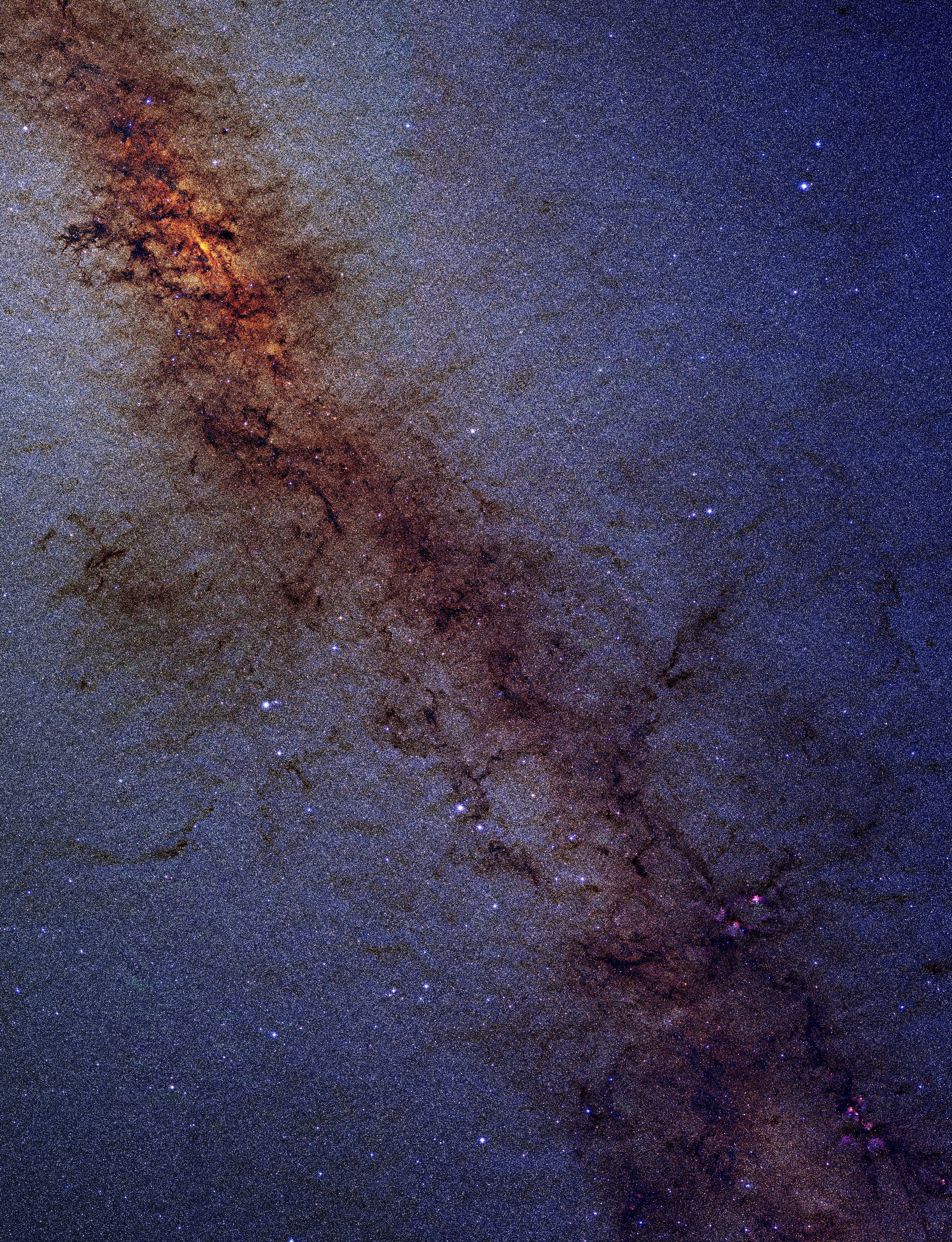
2MASS的紅外線望遠鏡所拍攝到的銀心全貌（2003年）

- UCLA Galactic Center Group （页面存档备份，存于）
- Max Planck Institute for Extraterrestrial Physics Galactic Center Group （页面存档备份，存于）
- Dramatic Increase in Supernova Explosions Looms